# Emilia Fogelklou
Emilia Maria Fogelklou-Norlind (20 de julio de 1878 en Simrishamn - 26 de septiembre de 1972 en Upsala, Suecia) fue una teóloga, escritora, profesora y activista sueca.

## Vida
Emilia Fogelklou nació el 20 de julio de 1878 en Simrishamn, un municipio de la provincia de Skåne en el sur de Suecia. Fue hija del concejal Johan Fredrik Fogelklou y su esposa Maria Persson.

### Formación
Tras estudiar en la Escuela Normal para Mujeres, Emilia Fogelklou terminó su bachillerato y continuó sus estudios en la Universidad de Uppsala. En 1906, comenzó una licenciatura en la Universidad de Uppsala con un enfoque en la historia de la religión, la historia de la literatura, la filosofía teórica y práctica y la educación. En 1907, publicó su primer libro Francisco de Asís. Se licenció en literatura en 1906 y en 1909 en teología. Así, Emilia Fogelklou se convirtió en la primera mujer en completar su título de teología en Suecia. 
En 1910/11 recibió una beca Olaus Petri para conocer los movimientos filosóficos y religiosos del momento en Inglaterra, Francia e Italia.
En 1943, fue la primera mujer en Suecia en recibir un doctorado honorario en teología por la Universidad de Uppsala.

### Docente y escritora
En los años siguientes fue profesora en varias escuelas y centros de educación para adultos (folkhögskola). De 1902 a 1905, trabajó como profesora en Gotemburgo. De 1918 a 1919, fue docente en la Escuela Normal de Kalmar. Posteriormente, trabajó como profesora en el Instituto Nacional de Formación Docente de Estocolmo y en la Universidad de Estocolmo.
Sin embargo, en 1923, puso punto final a su carrera docente  para dedicarse a escribir y dar conferencias. 
En 1919, publicó la biografía Birgitta sobre Santa Brígida de Suecia, y para 1920 ya había escrito una docena de libros sobre psicología, religión y ciencias sociales. Escribió muchos escritos religiosos importantes.
Fue colaboradora habitual de la revista feminista liberal Tidevarvet.

### Activismo por la paz
En 1915, Fogelklou participó en el Congreso Internacional de Mujeres por la Paz celebrado en La Haya (Holanda), donde se constituyó la Liga Internacional de Mujeres por la Paz y la Libertad.
En 1932, se unió a la Sociedad Religiosa de los Amigos, siendo una de las fundadoras de la comunidad cuáquera en Suecia, en 1935. Cuando se convirtió en cuáquera, se puso en contacto con Per Sundberg, que era el director del internado en Viggbyholm. Así, la escuela se convirtió en un lugar de reunión para muchos activistas por la paz durante la década de 1930.
Durante la Segunda Guerra Mundial, Fogelklou comenzó a ayudar a los refugiados. En 1942, conoció a Wolfgang Sonntag, quien le propuso la creación de equipos de trabajo internacionales para realizar obras de reconstrucción tan pronto como terminara la guerra. Así, organizaron una reunión en Viggbyholmsskolan con, entre otros, Per Sundberg y Gunnar Cederschiöld y se formaron los Equipos de Trabajo Internacionales. Así, Emilia Fogelklou fundó la sede sueca de la organización Service Civil International, en conjunto con Per Sundberg, tras la Segunda Guerra Mundial.
Fogelklou también colaboró con Nathanael Beskow en la Fundación sueca Birkagården. 

### Matrimonio
En 1922, Fogelklou se casó  con el profesor de geografía y traductor de Dante, Arnold Norlind. Juntos se establecieron en Jakobsberg, cerca de Estocolmo. Sin embargo, Norlind murió de tuberculosis en 1929 a la edad de 45 años. En 1944, Fogelklou publicó un libro sobre su marido titulado Arnold que, en teoría, iba a ser la culminación de su obra literaria, aunque realmente siguió publicando libros hasta 1988.

### Últimos años
En sus últimos años, Fogelklou vivió en hogares de ancianos, desde 1962 en Djursholm y desde 1966 en Uppsala. Murió a la edad de 95 años en Upsala el 26 de septiembre de 1972.

## Premios
- Emilia Fogelklou recibió, en 1932, el premio sueco de literatura De Nios stora pris, concedido por la Samfundet De Nio.